# Musculus abductor hallucis
Der Musculus abductor hallucis (lateinisch für „Großzehenspreizer“) ist einer der Skelettmuskeln auf der Fußsohle. Der Muskel bildet den inneren (medialen) Rand des Fußes, sein Bauch ist im körpernahen (proximalen) Abschnitt tastbar.
Der Muskel hat drei Ursprünge:
- Processus medialis tuberis calcanei am Fersenbein
- Retinaculum musculorum flexorum, oberflächliches Blatt
- Aponeurosis plantaris

Diese Ursprünge bilden einen Sehnenbogen, unter dem die Sehnen der langen Zehenbeuger im Canalis tarsi verlaufen. Der Muskel zieht über das mediale Sesambein am Kopf des ersten Mittelfußknochens, welches als Angelpunkt (Hypomochlion) dient, und setzt an der Basis des Grundgliedes der Großzehe an.

## Funktion
Der Musculus abductor hallucis spreizt den großen Zeh nach außen, also von der Fußmitte weg. Er ist an der Beugung im Großzehengrundgelenk nach plantar beteiligt. Zudem spielt er bei der Verspannung des Längsgewölbes des Fußes eine wichtige Rolle.